# پیمان آپامئا

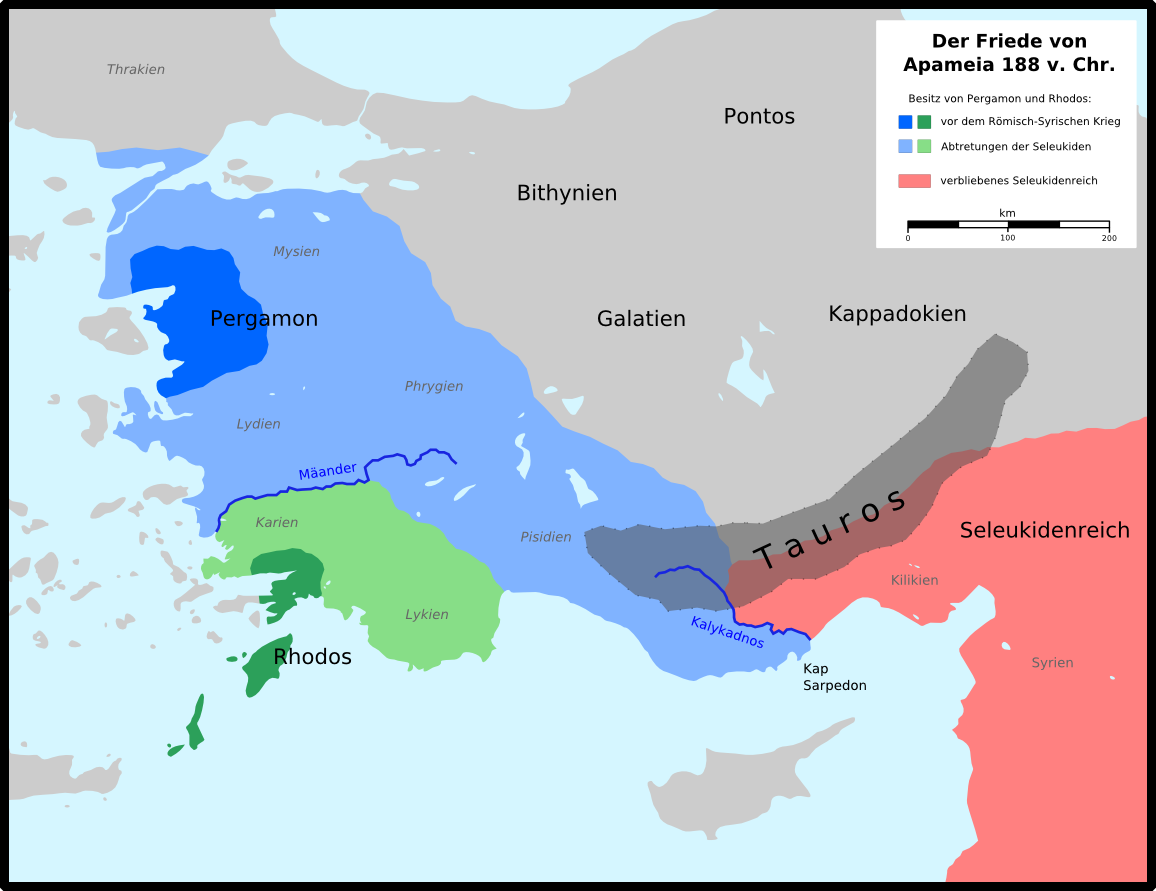
نقشه آسیای کوچک پس از معاهده آپامئا، با دستاوردهای پرگامون (آبی روشن) و رودس (سبز روشن)

«معاهده آپامئا» یک پیمان صلح بود که در سال ۱۸۸ پیش از میلاد بین جمهوری روم و آنتیوخوس سوم، فرمانروای امپراتوری سلوکی منعقد شد و به جنگ روم و سلوکی پایان داد. این معاهده پس از پیروزی رومیان در نبرد ترموپیل (در ۱۹۱ پیش از میلاد) و نبرد ماگنزیا (در ۱۹۰ پیش از میلاد) و پس از پیروزی نیروی دریایی روم و رودیان بر نیروی دریایی سلوکی در نبرد دریایی میونسوس انجام شد.

## شرایط معاهده

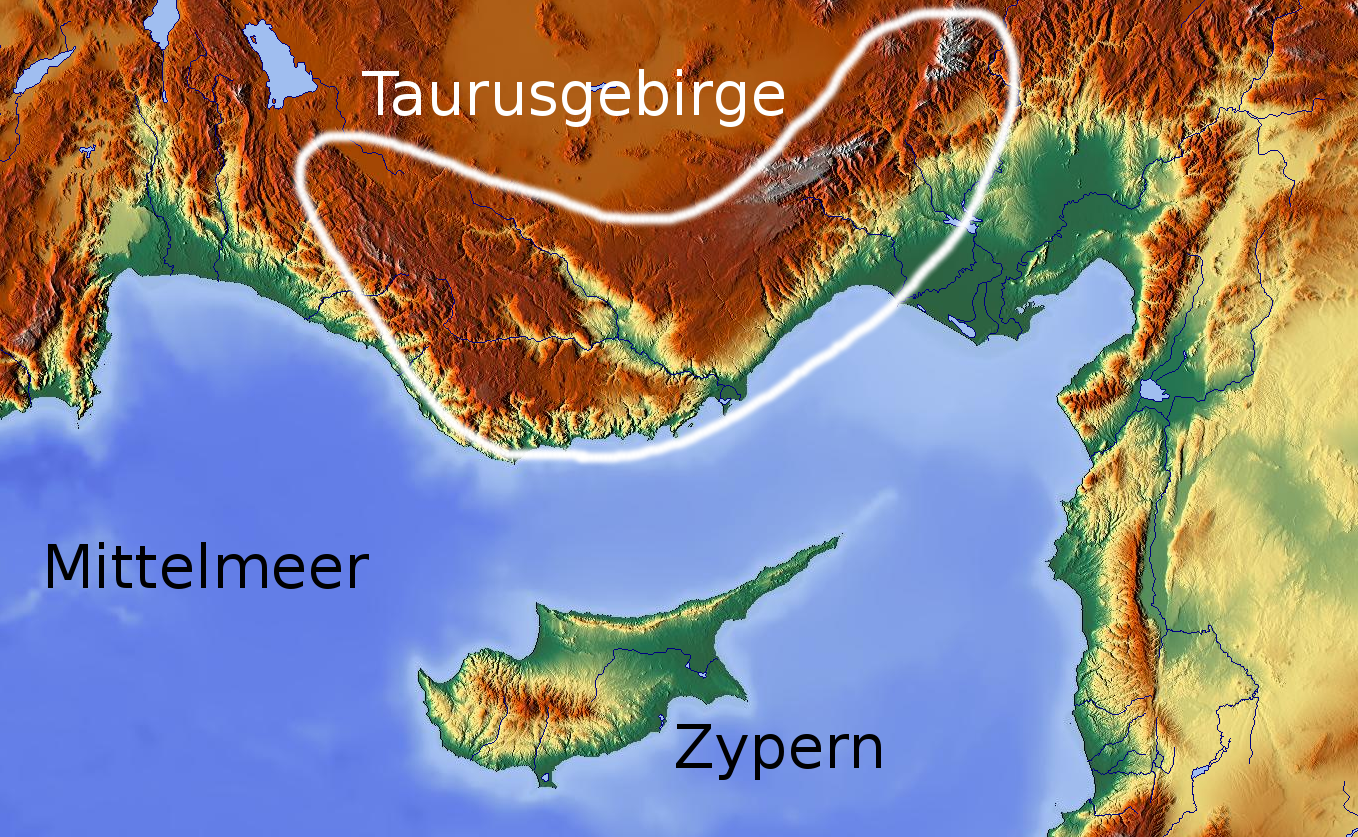
ناحیه پیمان نامه

به گفته آپیان این معاهده، آنتیوخوس سوم را موظف می‌کرد که اروپا و کل آسیا را در غرب کوه‌های توروس رها کند. او مجبور شد تمام فیل‌های جنگی را که در اختیار داشت تسلیم کند و به منظور تحت کنترل نگه داشتن رعایای خود به دوازده کشتی جنگی محدود شد، اما در صورت حمله به او اجازه ساخت بیشتر داشت. آنتیوخوس از استخدام مزدوران «شمال توروس» (یعنی از سرزمین‌هایی که به تازگی به متحدان رومی پرگامون و رودس واگذار شده) و پذیرش فراریان از همان منطقه منع شد. آنتیوخوس مجبور شد بیست گروگان بدهد که کنسول روم آنها را انتخاب می‌کرد. گروگان‌ها به جز پسر آنتیوخوس، باید هر سه سال عوض شوند.
در آینده، او هیچ فیل جنگی نگهداری نخواهد کرد و هزینه جنگ کنونی را که به حساب او متحمل شده‌است، ۵۰۰ تالنت کمترین و ۲۵۰۰ تالنت بیشترین زمانی که سنای روم معاهده را تصویب کرد، بپردازد و ۱۲۰۰۰ دیگر را به صورت قسط سالانه به طول دوازده سال، به رم تحویل داده شود. او همچنین مجبور شد تمام اسیران و فراریان را به دشمنان خود و به یومنس دوم پادشاه پرگامون، هر آنچه از دارایی‌هایی که با توافق با آتالوس اول پدر یومنس به دست آورده بود، تسلیم کند.
روم کنترل بخش بزرگی از آسیای صغیر را به یومنس سپرد. آنتیوخوس منطقه کیلیکیه را حفظ کرد، در حالی که بیشتر لیکیه و کاریا بخشی از مستعمره رودیان شدند. پادشاهان هلنیستی عموماً برای تمام عمر خود هر معاهده‌ای را که امضا کرده بودند به دلیل افتخار می‌پذیرفتند. از سوی دیگر، وارثان آنها احساس افتخار نمی‌کردند که معاهدات امضا شده توسط اسلاف خود را بپذیرند. به نظر می‌رسد که شرایط دریایی این معاهده به حالت تعلیق درآمده است، اما سایر شرایط باقی مانده‌است.
این معاهده که در آپامئا در فریگیه رسمیت یافت، به رومیان اجازه داد تا هژمونی سیاسی خود را تا شرق دریای مدیترانه گسترش دهند. اما در این زمان قدرت روم هنوز غیرمستقیم بود و روم به ظرفیت خود برای متحد شدن با قدرت‌های درجه دوم مانند پرگامون و رودس وابسته بود.

## نفوذ بعد
روم از تهدید یک جنگ مجدد استفاده کرد تا قدرت سلوکی را از استقرار مجدد خود در منطقه بازدارد. در جنگ ششم سوریه، روم اصرار داشت که سلوکیان پس از اشغال بیشتر مصر و قبرس در سال ۱۶۸ پیش از میلاد، امپراتوری بطلمیوسی را رها کنند. پادشاه سلوکی آنتیوخوس چهارم با اکراه پذیرفت. پولیبیوس در تاریخ خود گزارش می‌دهد که در اواخر سال ۱۶۲ پیش از میلاد، یک هیئت رومی از انطاکیه بازدید کرد و از این معاهده به عنوان بهانه‌ای استفاده کرد تا فیل‌های جنگی سلوکی را از پا درآورد و کشتی‌های سلوکی را به عنوان ناقض شرایط معاهده نابود کند.